# Илюхина, Евгения Анатольевна
Евге́ния Анато́льевна Илю́хина — российский искусствовед, историк искусства, куратор. Исследователь русского авангарда, специалист по творчеству Натальи Гончаровой, Михаила Ларионова.

## Биография
Окончила отделение истории и теории искусства исторического факультета Московского государственного университета имени М. В. Ломоносова.
Заместитель заведующего отдела графики XVIII — начала XX века Государственной Третьяковской галереи.
Научные интересы: искусство конца XIX — начала XX веков, творчество Натальи Гончаровой, Михаила Ларионова.
Эксперт Научно-исследовательской независимой экспертизы имени П. М. Третьякова.

## Куратор
- 2013—2014 — «Наталия Гончарова. Между Востоком и Западом», Государственная Третьяковская галерея (совместно с Ириной Вакар)[2]